# 马克·道尔顿
马克·H·J·道尔顿（Marc H.J. Dalton，1960年6月3日—） MP 是一位加拿大政治人物。他是现任卑詩省匹特草原—枫树岭选区聯邦保守黨眾議院议员，曾於在2009年至2017年担任的枫树岭-米遜选区卑詩自由党省议员。

## 早年生活和教育
道尔顿出生于西德巴登-符騰堡州冷戰期間的加拿大巴登-索林根軍事基地。他的父亲曾在加拿大皇家武装部队服役，他童年的大部分时间都在加拿大各地的不同基地之间旅行和生活。道尔顿的父亲是克里梅蒂人，母亲（娘家姓博杜安）是法裔加拿大人。他是卑詩省梅蒂斯民族的成员。他还拥有5个兄弟姐妹，是家中年龄最大的。道尔顿十几岁的时候，他的家人定居在卑詩省的枫树岭-匹特草原地区。道尔顿在成长过程中喜欢运动，高中时是学生会团队的成员。
道尔顿继续在西蒙弗雷泽大学学习，获得了法语和历史学士学位以及教育领导硕士学位。 16岁时，他自愿加入一家非营利福音组织，为中美洲和加拿大内城的社区提供支持。在与中美洲社区合作期间，他学习了西班牙语，能够熟练掌握法语、英语和西班牙语三种语言。
道尔顿的基督教信仰是他个人生活的另一个重要方面，完成学业后，道尔顿成为了牧师，并在温哥华地区服务了一段时间。从政之前，道尔顿与妻子玛琳结婚并养育了三个孩子，同时还担任教师。马克在第42届枫树岭-匹特草原学区任教小学和中学。他当了17年的老师，主要教授法语浸入式课程和社会研究。毕业后不久，他还曾在加拿大武装部队预备役服役，并且是加拿大皇家退伍军人协会的成员。

## 政治生涯
2009年卑詩省大選期間，道尔顿暂停教学工作，并竞卑詩省議會选枫树岭 - 米遜选区的省议员。他最终获胜，并以卑詩自由党成员身份代表该地区完成了两届任期。作为一名省议员，道尔顿曾担任独立学校的议会秘书，也是“体验弗雷泽”指导委员会的成员，该委员会是一个步道和旅游项目。作为一名议员，他还担任原住民关系部长的议会助理。
道尔顿2012年卑詩省大選后再次当选，道尔顿主张将党为自由党改名，因为他认为这会让不知道该党是中右翼政党的选民感到困惑。他认为，尽管聯邦保守黨选民与當時的卑詩自由党拥有许多相同的价值观，但他们可能很难投票给他们。
2015年联邦大选期間，道尔顿竞选加拿大眾議院枫树岭-匹特草原选区保守党提名，但最终输给了长期担任保守党议员的兰迪·坎普。之后，他重返卑詩自由党，担任后座议员直至2017年卑詩省大選。 2019年聯邦大選，道尔顿再次代表保守党参加联邦大選，这次他以超过3000票的优势击败了聯邦自由党议员。作为第43届议会议员，马克担任Covid-19大流行委员会、公共安全和国家安全委员会以及官方语言委员会的成员。他还是众多议会协会和议会间团体的成员。道尔顿于2021年聯邦大選再次当选，仍然担任官方语言委员会成员，但现在还担任保守黨卑詩省的党团主席。在任期间，马克一直积极参与旨在降低碳税的立法。道尔顿于2025年聯邦大選再次当选。